# مرگ کسب‌وکار من است عزیزم
مرگ کسب و کار من است عزیزم (آلمانی: Mord ist mein Geschäft, Liebling) فیلمی در ژانر نقیضه است که در سال ۲۰۰۹ منتشر شد. از بازیگران آن می‌توان به نورا چیرنر، باد اسپنسر، فرانکو نرو و گونتر کاوفمان اشاره کرد.